# FC Nakskov
FC Nakskov er en fodboldklub i Nakskov på Lolland. Klubben spiller i Sjællandsserien.
Klubben blev oprettet 1. juli 2015 som en sammenslutning af Nakskov Boldklub og Boldklubben Velo. Sammenslutningen skete for at forhindre, at de to klubber skulle kæmpe om det samme beskedne antal ungdomsspillere.
Selvom klubben er ret ny, har den dermed en forhistorie, der går mange år tilbage, idet Nakskov Boldklub i sig selv var en fusion i 1919 af to fodboldklubber, en tidligere klub ved navn Velo (navnet er en forkortelse af Vestlolland) fra 1899 og fodboldklubben B1905.